# Пластунка
Пласту́нка — село в Хостинском районе муниципального образования город-курорт Сочи Краснодарского края. Входит в состав Барановского сельского округа. 

## География
Селение расположено в долине реки Сочи, по обоим её берегам, в 3 км к северу от Центрального Сочи и в 12 км от побережья Чёрного моря. Выше по течению находится ущелье — Пластунские ворота. 

## Этимология
Название село образовано от слова «пластун» — особого вида казачьих войск. Первопоселенцами села было несколько семей пластунов.

## История
До окончания Кавказской войны правобережная территория современной Пластунки была частью самого большого убыхского аула Мутыхуасуа, который являлся резиденцией влиятельного убыхского княжеского рода Берзеков. Аул Мутыхуасуа простирался до верховий реки Псахе. В южной части поселения у реки Сочи в районе Первых Ворот росло Священное Дерево белолистка (серебристый тополь), которое сохранялось до 20-х годов XX века. Именно под этим деревом в конце марта 1864 года состоялся последний совет горцев во главе с  Берзек, Хаджи Догомуко Керендуко, на котором было принято решение покинуть Черноморское побережье Кавказа и переселиться в Турцию, повлекшее для убыхов трагические последствия.
Творение природы «Первые Ворота» — схождение почти вплотную двух скал по разным берегам реки — не сохранилось «благодаря» выработке камня, производимой здесь для нужд строительства города.
В 1869 образовано селение Пластунское, которое было первоначально заселено казаками-пластунами — участниками Кавказской войны. В период с 1881 по 1886 в селе Пластунском поселилось 57 семейств грузин и в последующий период с 1886 по 1894 ещё 23 семьи.

## Население
| 2002 | 2010  |
| ---- | ----- |
| 1438 | ↗2270 |

## Улицы
Село делится на Нижнюю и Верхнюю Пластунку, соответственно на левом (при впадении в Сочи реки Кутарка) и правом берегах реки Сочи, где главными улицами являются, соответственно, улицы Леселидзе и Джапаридзе.Между этими улицами на левом берегу реки Сочи расположен переулок Бригадный. 

## Достопримечательности
- Храм Святой Нино
- Верхнепластунское кладбище (Сочи)
- Нижнепластунское кладбище (Сочи)
- Сочинский картодром (открыт 30 октября 1988)
- Ореховские водопады